# Vilmos Gyimes
Vilmos Gyimes, auch Wilhelm Gyimes und William Gyimes (* 21. März 1894 in Budapest, Österreich-Ungarn; † 3. März 1977 in Los Angeles, USA) war ein ungarischer Schauspieler, Regisseur und Theatermacher.

## Leben
Gyimes war in jungen Jahren Profi-Fußballer und gehörte nach dem Ersten Weltkrieg der ungarischen Nationalmannschaft an. Anschließend übersiedelte er nach Wien arbeitete dort als Schauspieler und Theaterleiter. Einen Namen machte er sich unter anderem an Wiens Ronacher und als Betreiber des winzigen Wiener Revuetheaters Femina. 1935 führte er Filmregie bei der deutschsprachigen, jedoch nie im deutschsprachigen Raum aufgeführten, ungarischen Emigrantenproduktion Dschainah, das Mädchen aus dem Tanzhaus. Dort übernahm Gyimes, neben diversen aus rassischen Gründen in Deutschland verfemten Kollegen (Rose Barsony, Annemarie Sörensen, Fritz Steiner, Walter O. Stahl), eine Rolle. 
Als Jude musste Gyimes gleich nach dem Anschluss Österreichs fliehen. Über Zürich floh er im April 1938 nach Frankreich. In den folgenden knapp zwei Jahren versuchte sich Gyimes mit diversen Aktivitäten. Berichten zufolge plante er in Paris die Eröffnung eines Heurigenlokals, in London die einer Kleinkunstbühne und unmittelbar vor Kriegsausbruch 1939 im Pariser Montmartre-Bezirk die einer weiteren Lokalität. Im Februar 1940 gelangen ihm und seiner Frau die Ausreise nach New York. Nach einem Kurzaufenthalt in Argentinien ließ sich das Ehepaar im September 1940 endgültig in New York nieder. In Hollywood versuchte sich Gyimes, der seinen Vornamen nunmehr in William anglisierte, zum Jahresanfang 1942 als Betreiber eines Restaurants namens ‘The Goulash Pot‘, Spezialgebiet: ungarische und österreichische Gerichte. Kurz darauf übernahm er auch winzige Emigrantenrollen in antinazistischen (Propaganda-)Filmen. Seit 1947 US-Staatsbürger, konzentrierte sich Gyimes im darauf folgenden Jahrzehnt auf die Produktion von Off-Broadway-Theateraufführungen wie The Lady From the Sea (1956), Fools Are Passing Through und The Egg and I (beide 1958) sowie Don Juan in Hell (1960). Als Regisseur inszenierte Gyimes er 1956 The Lady From the Sea und 1961 The Hole. William Gyimes galt als Entdecker der Schauspielerin Sandy Dennis.

## Filmografie
als Schauspieler, wenn nicht anders angegeben
- 1935: Dschainah, das Mädchen aus dem Tanzhaus (auch Regie)
- 1943: Sahara
- 1944: In Our Time
- 1948: Eine auswärtige Affäre (A Foreign Affair)